# Flugplatz Búðardalur

i8
i11
i13
Der Flugplatz Búðardalur (ICAO-Code: BIBR)  liegt im Westen von Island.
Die Start- und Landebahn liegt über 4 km südlich des Ortes Búðardalur auf der Landzunge Kambnes im Hvammsfjörður.
Im Jahr 1949 wurde eine Landebahn in Nordost-Südwest-Richtung mit einer Länge von 900 m und 50 m Breite planiert und auch ein Gebäude für die Fluggäste errichtet.
Für regelmäßige Flüge gab es zu wenig Nachfrage und nur manchmal gab es Zwischenlandungen auf Linienflügen in die Westfjorde. 
Der Flugplatz wurde 1981/82 mit einer Schotter-Landebahn 06/24, 795 × 25 m erneuert.